# Арман Номпар де Комон
Арман Номпар де Комон (фр. Armand Nompar de Caumont; 30 жовтня 1580, Ла-Форс — 16 грудня 1675, Ла-Форс) — політичний і військовий діяч Французького королівства, 2-й герцог Ла Форс, маршал Франції, автор мемуарів «Mémoires authentiques de Jacques Nompar de Caumont, duc de La Force, maréchal de France, et de ses deux fils, les marquis de Montpouillan et de Castelnaut».

## Життєпис
Походив зі знатного роду Комон. Старший син Жака Номпара де Комона, 1-го герцога Ла Форс і маршала Франції, та Шарлотти (доньки маршала Армана де Гонто-Бірон). Народився 1580 року. Виховувався в протестантському дусі, був гугенотом. 1600 року оженився на представниці роду Рошефатон. Отримав титул маркіза.
1610 року призначено лейтенант-капітаном мушкетерів короля Людовика XIII. 1625 року призначено табірним маршалом. 1629 року зайняв міста Салуццо, Віллефранш і Панкале в північній Італії.
1630 року відзначився у битві при Каріньяні. Потім переведено до Лотарингії, де Комон 1631 року здобув перемогу у битві біля Раона, за що отримав звання генерал-лейтенанта. 1632 року призначено розпорядником королівського гардеробу. 1636 року брав участь в облозі міст Ла Мот та Корб'є, а у 1638 року сприяв захопленню Фондаребі.
1652 року після смерті батька став герцогом-пером Ла Форс, а невдовзі також маршалом Франції. Помер 1675 року в маєтку Ла Форс в Перігорі. Оскільки не мав спадкоємців, то титул й володіння успадкував молодший брат Генріх Номпар де Комон.

## Родина
1. Дружина — Жанна, донька Жана де Рошефатон, сеньйора Савей
Діти:
- Шарлотта (1623—1666), дружина маршала Генріха де Тюренна
- Жак (1633—1661)

2. Дружина — Луїза, донька Жака де Бельсюнс, сеньйора Ле Бон
дітей не було